# محمد ثلاث
محمد ثلاث باباجانی مشهور به محمد ثلاث (۱۳۴۷ – ۲۸ خرداد ۱۳۹۷) یکی از دراویش گنابادی بود که به قتل سه مأمور پلیس در جریان اعتراضات گلستان هفتم متهم شد. او ابتدا در بازجویی و دادگاه اتهام خود را پذیرفت اما بعد آن را پس گرفت و اعلام کرد رانندهٔ اتوبوس نبوده‌است. دادگاه وی را به اتهام قتل سه نفر مجرم تشخیص داد و در سحرگاه ۲۸ خرداد ۱۳۹۷ اعدام شد.

## سرکوب خونبار در گلستان هفتم
«...» ظهر روز ۳۰ بهمن نهایتاً دراویش در مقابل کلانتری ۱۰۲ پاسداران تجمع کردند و بر اساس آنچه در رسانه‌ها و فیلم منتشر شده آمده خیابان را مسدود کرده و خواستار آزادی بی قید و شرط یک درویش بازداشتی بودند که این تجمع با حملهٔ نیروی انتظامی و امنیتی به خشونت کشیده شد و تعدادی از دراویش از جمله محمد ثلاث (بنابر گفتهٔ شاهدان عینی) در مقابل این کلانتری دستگیر شدند.
نیروهای امنیتی بلافاصله پس از این درگیری‌ها که با شلیک گلوله همراه بود به سمت گلستان هفتم حرکت کرده و دراویش حاضر در گلستان هفتم را محاصره کردند.
در عصر روز ۳۰ بهمن درگیری‌ها بین دراویش گنابادی و نیروهای امنیتی شدت گرفت. پلیس خبر داد یک راننده منتسب به دراویش معترض با اتوبوسی که در آنجا بوده به سوی گروه مأموران پلیس رانده، ۳ مأمور نیروی انتظامی توسط اتوبوس کشته شدند.
درگیری‌ها پس از آن شدت بیشتری گرفت و در همان ساعات اولیه رسانه‌های داخلی و دولتی ایران نسبت به این اتفاقات واکنش نشان دادند، اصلاح‌طلبان اعتراضات گلستان هفتم را اغتشاشات خوانند و آن را محکوم کردند و همچنین برخی چهره‌های نزدیک به این حزب (عطاءالله مهاجرانی، عبدالله رمضان‌زاده، محمدعلی ابطحی) دراویش گنابادی را داعشی نامیدند و دیگر جریانات حکومتی ایران از این مواضع حمایت کردند.

## ادعای دستگیری راننده اتوبوس
شب اعتراضات، اتوبوسی که اقدام به زیر گرفتن نیروهای انتظامی کرده بود، چند صد متر جلوتر بعد از برخورد با سایر خودروهای پارک شده در خیابان و شلیک مستقیم به رانندهٔ اتوبوس متوقف و رانندهٔ آن بازداشت می‌شود؛ راننده‌ای که در رسانه‌های حکومتی نام آن «محمد ثلاث» عنوان شد.
همان ابتدا فیلمی از اعتراف اجباری ثلاث با سر و صورتی بانداژ شده در بیمارستان انتشار یافت که به خبرنگارمی‌گوید: «رفتیم جلوی در کلانتری تجمع کردیم تا اخوی‌مان را که گرفته بودند آزاد کنند. نیروهای کلانتری رسیدند و ضربات زیاد باعث شد عصبی شوم و چون من راننده اتوبوس بودم، رفتم داخل جمعیت. اتوبوس مال من نبود، مال یک بنده خدایی بود. آن لحظه هیچی حالیم نشد. من که قصد کشتن نداشتم عصبی شدم و گاز را فشار دادم و رفتم جلو. اختیارم دست خودم نبود. تسلیت می‌گویم، کاری است که شده‌است. حالا ما اعدام هستیم، مثلاً چکار کنیم؟»

## دادگاه
کیفرخواست این پرونده در ۴۸ ساعت صادر و ۲۰ اسفند زمان اولین جلسه رسیدگی به پروندهٔ محمد ثلاث اعلام شد. عباس جعفری دولت‌آبادی دادستان وقت گفت محمد ثلاث به قتل مأمورین اعتراف کرده‌است.
حسین رحیمی فرمانده نیروی انتظامی تهران، پیش از این اعلام کرده بودکه راننده اتوبوسی که به گفته مقام‌های امنیتی و قضایی سه مأمور نیروی انتظامی را زیر گرفته و باعث مرگ آنان شده، قبل از پایان سال ۱۳۹۶ اعدام خواهد شد.
محمد ثلاث در اولین جلسه دادگاه روز یکشنبه ۲۰ اسفند ۱۳۹۶، گفت که نیروی انتظامی باید «منشأ آرامش باشد» نه اینکه «به کسانی که ذکرالله می‌گویند با باتوم ضربه بزند، ایراد از نیروی انتظامی است که به آنها آموزش نداده چرا که تا به ما (دراویش) می‌رسند حمله می‌کنند».

مقامات قوه قضائیه در این جلسه اعلام کردند نعمت‌الله ریاحی به دلیل سرقت یک پراید بازداشت شده با این حال ثلاث در دادگاه ضمن رد این اتهام گفت: «چگونه ممکن است شخصی که سه هکتار باغ دارد، خودرو بدزدد».

این جلسه دادگاه قرار بود مستقیماً از صداوسیما پخش شود، اما پس از مدتی به یکباره قطع شد.
دومین جلسه دادگاه ثلاث صبح روز بعد برگزار شد.
پیش از برگزاری جلسه دوم دادگاه علی خامنه‌ای رهبر جمهوری اسلامی به دیدار خانواده‌های کشته شدگان خیابان پاسداران رفت.
در این جلسه دادستانی محمد ثلاث را به «حمله سازماندهی شده» مأموران انتظامی متهم و اعلام کرد که «بسیار ساده‌لوحانه است اظهارات متهم در مورد عصبانی بودن را لحظه‌ای بپذیرم».
دادستانی تهران همچنین داشتن گواهینامهٔ پایه یک ثلاث را دلیلی بر رانندهٔ اتوبوس بودن او مطرح کرد و گفت در میان تمامی متهمان فقط او چنین گواهینامه‌ای داشته‌است.
سومین جلسه دادگاه ثلاث روز ۲۷ اسفندماه ۱۳۹۶ برگزار شد. محمد ثلاث در این جلسه با خواندن این شعر: سیصد گل سرخ، یک گل نصرانی؛ ما را ز سر بریده می‌ترسانی؟ گفت عاشق اعدام است.
قاضی کشکولی در این جلسه اعلام کرد رای دادگاه در مهلت قانونی طی یک هفته صادر می‌شود.
نهایتاً بعد از یک هفته برای این درویش گنابادی حکم سه بار اعدام صادر گردید. و با درخواست تجدیدنظرخواهی وکیل تسخیری این پرونده به دیوان عالی کشور رفت و پرونده به شعبه ۳۹ دیوان عالی کشور ارجاع شد که این شعبه، حکم دادگاه بدوی اعدام را تأیید کرد.

## ادعای بازداشت ثلاث در ظهر ۳۰ بهمن
زینب طاهری، وکیل ثلاث، شاهدان عینی و خود او در فایل صوتی از زندان مطرح کردند که ساعت ۲ بعدازظهر روز مقابله کلانتری ۱۰۲ پاسداران حادثه بازداشت شده در حالی که اتوبوس حوالی غروب مأموران را زیر گرفته‌است و بنابراین راننده اتوبوس نمی‌توانسته ثلاث باشد.

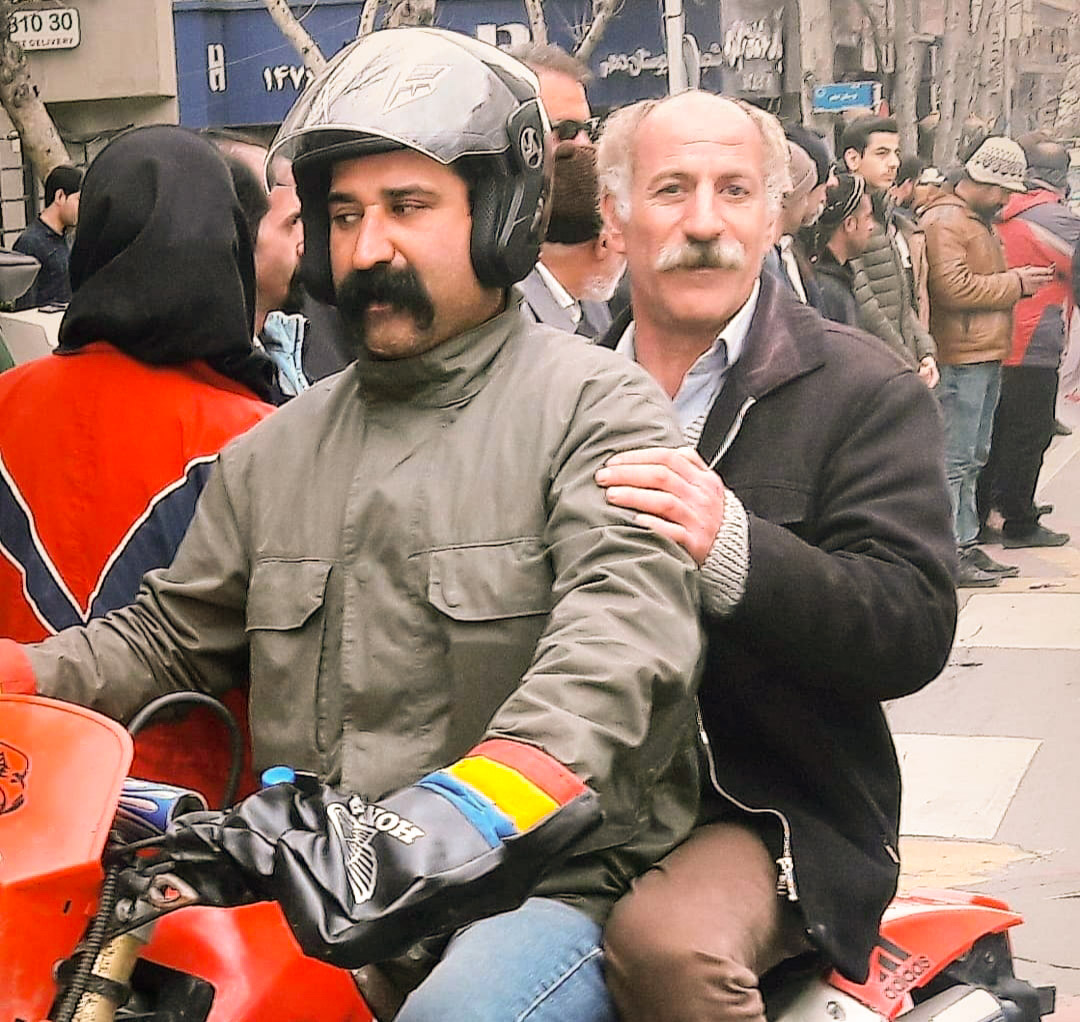
محمد ثلاث در تجمع مقابل کلانتری ۱۰۲ پاسداران (۳۰ بهمن‌ماه ۱۳۹۶)

گفته شد شواهد گویای وجود دستی پنهان برای عدم رسیدگی عادلانه به پرونده او است.
خانم طاهری توضیح بیشتری دربارهٔ این عوامل نداد اما پیشتر اعلام کرده بود که در متن لایحه اعاده دادرسی داده شده به دیوانعالی کشور، گفته شده‌است شاهدان جدیدی حاضر به شهادت شده‌اند که می‌گویند راننده اتوبوس را دیده‌اند که یک مرد جوان بوده‌است.
همچنین وکیل پرونده از عدم انگشت‌نگاری فرمان اتوبوس خبر داد.

## فایل صوتی از زندان
این درویش گنابادی بعد از صدور حکم، اظهارات خود را در دادگاه معتبر ندانست و حادثه آن شب را در فایلی صوتی که توسط بی‌بی‌سی فارسی پیاده شده‌است چنین روایت کرد:
- ساعت ۱۴:۳۰ با حمله مأموران انتظامی و در حالیکه از ناحیه جمجمه از هفده نقطه دچار شکستگی شده بودم بازداشت شدم و ساعتی که این حادثه اتفاق افتاده‌است بیهوش و در بازداشت بودم.
- حدود نیمه شب در بیمارستان چشم باز کردم و فردی که بعدها فهمیدم بازپرس است به من که حالت طبیعی نداشتم گفت «تو سه نفر را کشته‌ای و با اتوبوس زیر گرفتی»، من جواب دادم که چیزی به یاد نمی‌آورم اما اگر شما می‌گویید کشته‌ام حتماً کشته شده‌اند.
- در حالت بی‌اختیاری و نداشتن هوشیاری کافی برگه سفید بدون سربرگ رانخوانده انگشت زدم. آن زمان به من نگفتند که می‌توانم وکیل داشته باشم یا سکوت کنم.
- به علت ضرب و شتم و تهدید مأموران آگاهی مجبور شدم در دادگاه بگویم مرا اعدام کنید چون از مأموران می‌ترسیدم.
- تا سرحد مرگ مرا می‌زدند و تهدید به بازداشت آقای دکتر نورعلی تابنده کردند تا مجبور شوم بگویم من بودم.
- چون در جلسه دوم دادگاه خلاف خواسته آنها گفته بودم که «چیزی یادم نمی‌آید»، بعد از دادگاه زیر ضربات کتک انگشت دستم را شکستند.
- من به جهانیان اعلام می‌کنم راننده اتوبوس نبودم.
- من بیگناهم، دو تا اتوبوس بوده‌است. من راننده اتوبوسی که آدم کشته‌است نیستم، من آدم‌کش نیستم، من مورچه را هم نمی‌کشم. ماشین من سالم بوده‌است و گلوله ای به من نخورده‌است. تمام اینها صحنه‌سازی نیرو انتظامی است، من پشت اتوبوسی که آدم کشته نبوده‌ام، آن اتوبوس دیگری بوده که آدم کشته‌است.
- اگر در دادگاه اول از خودم دفاع می‌کردم مرا می‌کشتند، می‌ترسیدم که بگویم، در پاسگاه دو ساعت مرا زدند، ولی من «یک کلمه» گفتم که من نبودم. گفتند بزنیدش تا بمیرد و بگویید در درگیری کشته شده و من سعی می‌کردم که کج دار و مریز با نیروی انتظامی رفتار کنم که فقط مرا نکشند تا حرفم از نیروی انتظامی به بیرون برسد.[۳۱]
- دوتا اتوبوس بوده و زمانی که من بازداشت شدم هوا کاملاً روشن بوده، در صورتی که در فیلمی که از اتوبوس گرفته‌اند و به من نشان دادند هوا کاملاً تاریک است. تمام اینها صحنه سازی است، فیلم را از هفت طبقه گرفته‌اند ولی روی آن صداسازی کرده‌اند که از یک متری است.
- ۱۷ قسمت از سرم را با باتوم شکستند، مغز سرم داغون شده، دچار سرگیجه می‌شوم، حافظه ام را از دست داده‌ام، من اشعار مولانا و شمس و حافظ را از حفظ داشتم، ولی الان چیزی به یاد نمی‌آورم.

محمد ثلاث خود را در این فایل بیگناه می‌خواند و می‌گوید در زندان ماندگار نیست و آزاد می‌شود چرا که «سر بی‌گناه بالای دار نمی‌رود.

## اعدام
اواخر روز ۲۷ خرداد ۱۳۹۷ مسئولان زندان از خانواده محمد ثلاث خواستند برای آخرین دیدار، به ملاقات او بروند. پیشتر وکیل محمد ثلاث، اعلام کرده بود که مأموران موکل او را به شدت کتک زده و وادار به اعتراف علیه خود کردند.
در همین رابطه کسری نوری، در یک فایل صوتی ثلاث را بی‌گناه دانست و از تحصن دراویش محبوس در زندان فشافویه، در اعتراض به صدور حکم اعدام برای محمد ثلاث و بی عدالتی در رسیدگی به پرونده دراویش خبر داد.
نهایتاً اما ۲۸ خرداد ۱۳۹۷، ثلاث در زندان رجایی‌شهر اعدام شد. زینب طاهری وکیل محمد ثلاث در توییتر خود نوشت که موکلش بدون اجازه خانواده اش در قبرستان دارالسلام بروجرد دفن شده‌است. به گفته زینب طاهری مراسم خاکسپاری موکلش با حضور ۲۰۰ مأمور ضدشورش برگزار شده‌است.
عفو بین‌الملل هم در مورد این اجرای حکم اعدام نوشت: «به دنبال اعدام محمد ثلاث در زندان رجایی شهر در ابتدای صبح، مقامات جسد او را برای دفن به شهر بروجرد در استان لرستان صدها کیلومتر دورتر از جایی که فرزندان و مادرش زندگی می‌کنند بردند که علی‌رغم اعتراضاتشان برای دفن او در تهران بود. مقامات جسد او را در بروجرد بدون حضور خانواده اش دفن کردند و با نیروهای گارد امنیتی محافظت کردند. آن‌ها همچنین درخواست خانواده را رد کردند که جسد محمد ثلاث توسط پزشک قانونی (کالبد سنج) مورد بررسی قرار گیرد تا بتوانند جراحاتی که وی به دلیل شکنجه تحمل کرده و می‌گوید در معرض آن قرار گرفته بود را مشخص کنند.»
در روزهای پایانی قبل از اعدام موجی از اعتراضات و درخواست‌ها برای لغو حکم اعدام از سوی فعالان سیاسی ایران، سازمان‌های حقوق بشر، گروهی از نمایندگان پارلمان اروپا و کاربران شبکه‌های اجتماعی به راه افتاده بود، که خواهان اعاده دادرسی بودند.

## دستگیری وکیل پرونده
بعد از اعدام محمد ثلاث، وکیل او، زینب طاهری، در تویتر خود نوشت که اسناد بیگناهی موکل خود را در سایتهای اجتماعی منتشر خواهد کرد.
بعد از آن او را در ۲۹ خرداد ۱۳۹۷ به اتهام «نشر اکاذیب، تبلیغ علیه نظام و تشویش اذهان عمومی» بازداشت کردند.
۳۰ خرداد سخنگوی وزارت امور خارجه آمریکا از این دستگیری اظهار نگرانی کرد.

## واکنش‌ها
- عفو بین‌الملل، با انتشار پیامی ضمن محکوم کردن اعدام محمد ثلاث نوشت: «ایران: صوفی راننده اتوبوس در پی محاکمه بشدت ناعادلانه در سحرگاه اعدام شد. این اعدام علیرغم نگرانی‌های جدی در مورد ناعادلانه بودن روند قضایی به اجرا گذاشته شد. مقامات ایرانی در زمینه استفاده از مجازات اعدام سابقه اسفناکی دارند. این اعدام نقض فاحش عدالت و مغایر با وجدان انسانی است؛ مقامات اعتراضات گسترده عمومی را نادیده گرفته و دست به اقدامی شنیع زده‌اند که نه اجرای عدالت بلکه انتقام جویی است. محمد ثلاث اعلام کرده بود که زیر شکنجه مجبور به اعتراف علیه خود شده بود. بخشی از این اعترافات روی تخت بیمارستان از او گرفته شده‌است…»[۳۵]
- اتحادیه اروپا طی بیانیه‌ای توسط سخنگویش اعدام محمد ثلاث را محکوم کرد. در این بیانیه آمده‌است: «محاکمه آقای ثلاث سوالات جدی در خصوص احترام به حقوق بنیادین و روند صحیح دادرسی برمی‌انگیزد. بر اساس گزارش آقای ثلاث زیر شکنجه مجبور به اعتراف شد و در روند قانونی شتابزده از دسترسی به وکیل به انتخاب خودش محروم شد. به نظر می‌آید که شواهد کلیدی که ممکن بود بی گناهی وی را اثبات کند هم رد شده بود. حکم اعدام توسط دادگاه عالی تأیید شد که بعداً یک درخواست برای بازبینی قضایی پرونده را رد کرد. اتحادیه اروپا با حکم اعدام تحت هر شرایطی مخالف است و هدفش لغو جهانی آن است. ...»[۴۱]
- آنتونیو تاجانی رئیس پارلمان اروپا: «اعدام محمد ثلاث را قویا محکوم می‌کنم. پارلمان اروپا مستمراً با مجازات اعدام در همه اشکال آن و تحت هر شرایطی مخالفت کرده‌است.»[۴۲]
- مایک پمپئو وزیر خارجه ایالات متحده: «ما اعدام محمد ثلاث عضو جامعه درویشهای صوفی گنابادی ایران که برای مدتهای طولانی مورد آزار و اذیت بوده‌اند توسط رژیم ایران را محکوم می‌کنیم. ما از شرکا و متحدانمان می‌خواهیم تا در محکوم نمودن اعدام قساوت‌بار و ناعادلانه وی به ما بپیوندند. مردم ایران شایسته احترام به حقوق بشر و آزادهایشان هستند.»[۴۳][۴۴]
- وزارت خارجه آمریکا اعدام محمد ثلاث را «بی‌رحمانه و ناعادلانه» خواند و طی بیانیه ای اعلام کرد: «ما به شرکا و متحدین مان در سراسر جهان فراخوان می‌دهیم که در محکوم کردن اعدام بی رحمانه و غیرعادلانه آقای ثلاث به دست رژیم ایران به ما بپیوندند.»[۴۵] هدر ناوئرت، سخنگوی این وزارتخانه، گفت که: «اعدام تسریع‌شده محمد ثلاث، آخرین نمونه بی‌اهمیتی رژیم ایران به حقوق بشر شهروندانش است… اعمال مجازات اعدام، بدون محاکمه عادلانه و ضمانت تجدیدنظرخواهی که حق محمد ثلاث بود، نقض آشکار تعهدات بین‌المللی حقوق بشری ایران است.»[۴۶]
- علی خامنه‌ای رهبر جمهوری اسلامی با تمجید از عملکرد قوه قضاییه محمد ثلاث را قاتل بی رحم خواند و گفت: «تبلیغات علیه قوه قضائیه به‌گونه‌ای است که یک قاتل بی‌رحم که چند جوان حافظ امنیت را به قتل رسانده و در یک فرایند قانونی و منصفانه چند ماهه به جرم وی رسیدگی و محکوم شده‌است، مظلوم جلوه داده می‌شود و قوه قضائیه دلسوز و پیگیر حقوق مظلومین، ظالم و متجاوز معرفی می‌شود».[۴۷]
- جعفری دولت‌آبادی دادستان وقت تهران:برخی در پرونده گلستان هفتم و اعدام محمد ثلاث می‌گفتند یاد خلخالی به‌خیر که صبح متهم را می‌گرفت و تا عصر اعدام می‌کرد در حالی که باید به آن‌ها گفت قوانین کشور تغییر کرده‌است.[۴۸]
- احمد جنتی گفت: باید از قوه قضائیه برای رسیدگی سریع به این پرونده و اجرای حکم آن قدردانی کرد.[۴۹]